# 御手洗渓谷

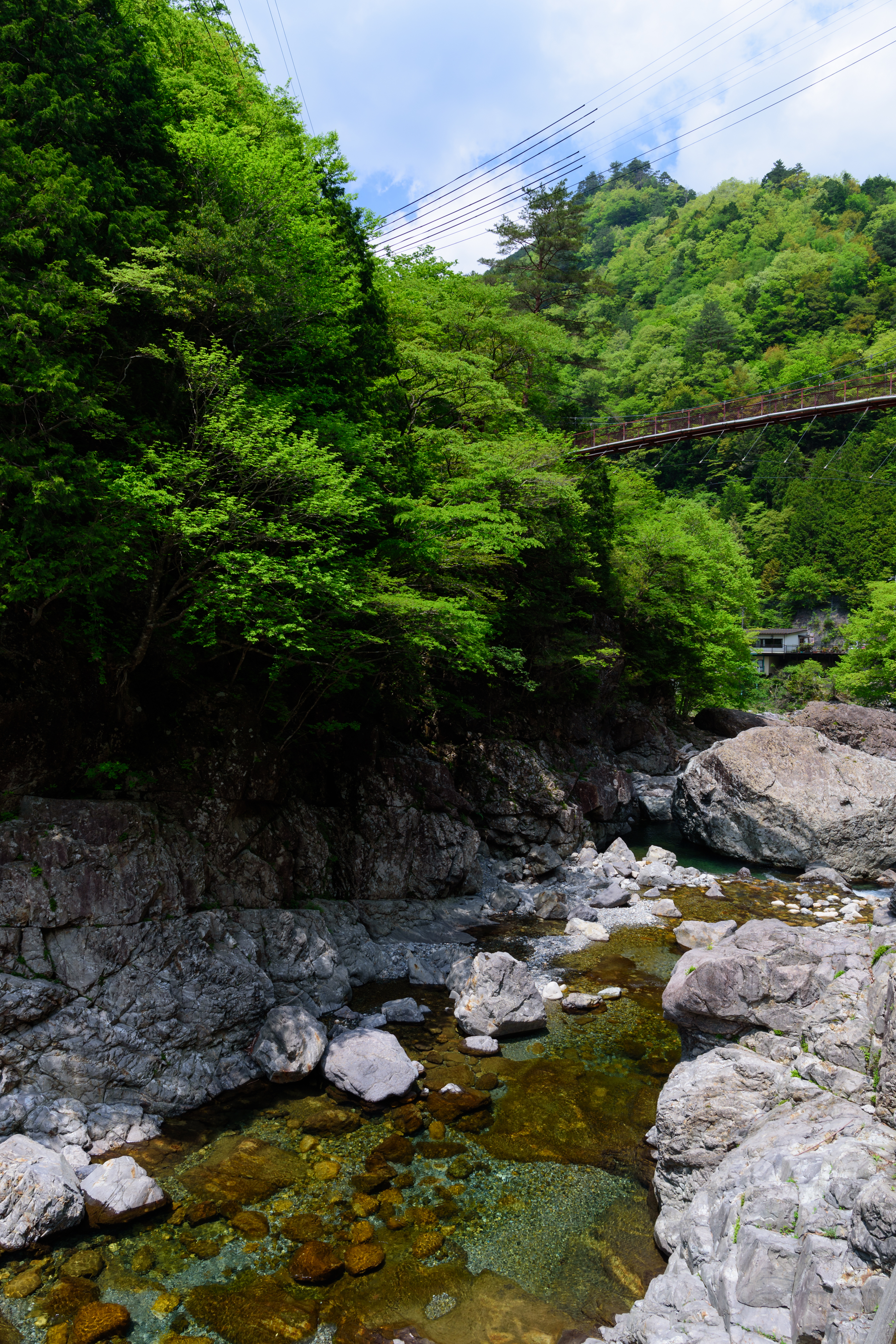
みたらい渓谷白倉トンネル付近

御手洗渓谷（みたらいけいこく）とは、奈良県吉野郡天川村北角にある渓谷。新宮川水系天ノ川支流の山上川下流部で、川迫川が合流する場所付近で渓谷を形成している。

## 概要

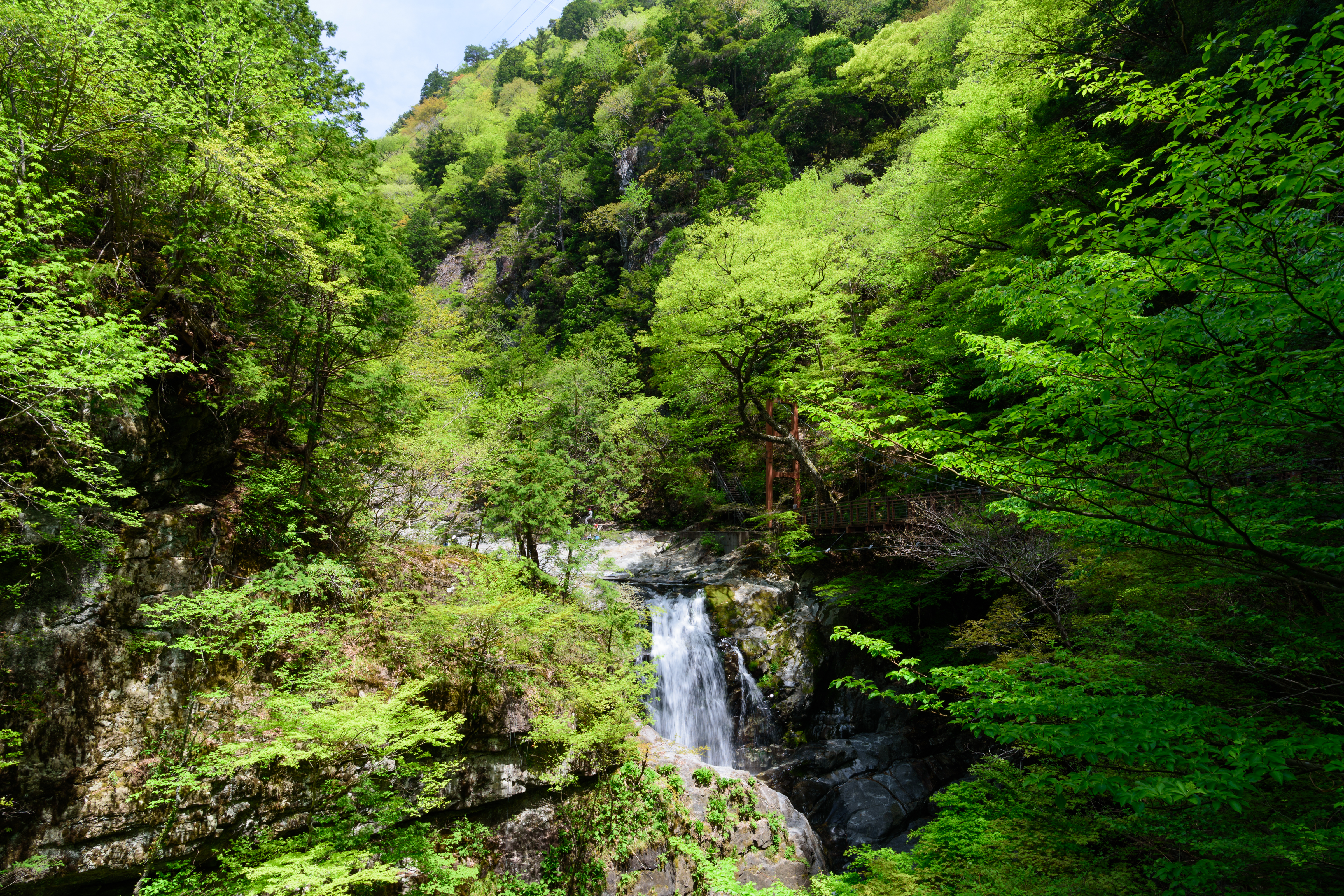
みたらいの滝

大峰山あたりを源流とする山上川は洞川温泉郷を通り、上流側は県道大峯山公園線沿いでは比較的開けているものの、虻トンネル付近から山が迫り渓谷の様相を見せはじめる。トンネル（洞川側出口）付近に駐車場が整備されており、そこから下流の国道309号線まで渓谷沿いに遊歩道が設置されている
渓谷は高低差が大きく、大小の滝が流れ落ち、周辺の森林は人手の加わっていない自然林となっており、新緑と紅葉美は近畿一の絶景。

## 施設
自然遊歩道のハイキングや登山の拠点となる施設として、2024年（令和6年）4月25日に日帰り入浴施設と観光拠点を兼ねた洞川温泉ビジターセンターがオープンすることになった。この施設は1993年（平成5年）に整備された日帰り入浴施設の洞川温泉センターが老朽化したため、ハイキングや登山など観光拠点としても活用できるよう建て替えられたものである。

## アクセス
上流側
- 奈良交通バス（洞川線2系統）：天川川合または観音峰登山口停留所下車すぐ
- 奈良県道21号大峯山公園線・虻トンネル洞川側出口すぐ

下流側
- 国道309号線、天川川合から行者還方面へ2キロメートル強